# Curvatura menor do estômago

A curvatura menor do estômago é uma região que forma a margem direita do estômago. É côncava e menor que a curvatura maior do estômago. Na curvatura, está localizada a incisura angular, uma indentação que determina a junção entre o corpo do estômago e a parte pilórica.
Na região interna da curvatura, forma-se um sulco no momento da deglutição, o canal gástrico, que pode ser observado por examinação radiológica ou endoscópica. Esse canal se forma por não haver musculatura oblíqua nessa região e em consequência da fixação firme da túnica mucosa à túnica muscular, formando pregas.

## Relações
A curvatura menor está ligada ao omento menor, que interliga essa região do estômago ao fígado. As artérias gástricas direita e esquerda passam pela curvatura, onde, normalmente, se anastomosam.